# باشگاه فرهنگی ورزشی مس سونگون ورزقان
باشگاه فرهنگی ورزشی مس سونگون آذربایجان یک باشگاه فرهنگی ورزشی ایرانی است که در شهر تبریز واقع شده ‌است. این باشگاه در رقابت‌های لیگ برتر فوتسال کشور ، لیگ دسته یک والیبال کشور و لیگ دسته یک فوتبال کشور حضور دارد.

## پیشینه
باشگاه فرهنگی ورزشی مس سونگون آذربایجان در ۱۱ اردیبهشت ۱۳۸۹ تاسیس شده است.

## دربارهٔ تیم
باشگاه مس سونگون آذربایجان در سال ۱۳۸۹ به وسیله حبیب سلیمی و رضا علیزاده (نماینده وقت ورزقان در مجلس شورای اسلامی) با خرید امتیاز تیم شاهین اهواز تأسیس شد. این تیم در فصل ۹۰–۱۳۸۹ در لیگ دسته دوم با مربیگری ناصر چرتابیه در مسابقات شرکت کرد؛ اما وی به دلیل کسب نتایج ضعیف (۵ امتیاز از ۱۶ بازی) برکنار شد و حسن آذرنیا به عنوان سرمربی انتخاب شد که او نیز نتوانست کاری انجام دهد و در نهایت مس به لیگ دسته سوم سقوط کرد. این باشگاه در فصل ۹۱–۱۳۹۰ با سرمربی‌گری احد شیخ‌لاری دوباره به لیگ دسته دوم       ۹۲–۱۳۹۱ صعود کرده و پس از یک فصل حضور در لیگ ۲، موفق به صعود به لیگ آزادگان شد. با این صعود، شیخ‌لاری نخستین مربی ایرانی است که تیمش در فصل‌های متوالی از دسته سوم تا دسته اول صعود کرده‌است. 

## فصل‌ها
این جدول مربوط به نتایج تیم فوتسال مس سونگون می‌باشد.
| ۹۵–۱۳۹۴   | لیگ برتر | دوم |
| ۹۶–۱۳۹۵   | لیگ برتر | اول |
| ۹۷–۱۳۹۶   | لیگ برتر | اول |
| ۹۸–۱۳۹۷   | لیگ برتر | اول |
| ۹۹–۱۳۹۸   | لیگ برتر | اول |
| ۱۴۰۰–۱۳۹۹ | لیگ برتر | دوم |
| ۰۱–۱۴۰۰   | لیگ برتر | اول |

## افتخارات
کشوری:
- سوپر لیگ فوتسال ایران
  -  قهرمان(۵) : ۱۳۹۶، ۱۳۹۷، ۱۳۹۸، ۱۳۹۹، ۱۴۰۱
  -  نایب‌قهرمان (۴): ۱۳۹۵ ، ۱۴۰۰، ۱۴۰۲، ۱۴۰۳

قاره‌ای:
- قهرمانی فوتسال آسیا:
  -  قهرمان(۱) : ۱۳۹۷[۲]
  -  نایب قهرمان (۱) : ۱۳۹۸

## بازیکنان کنونی
این بازیکنان مربوط به تیم فوتسال تیم مس سونگون می‌باشد.
- 2 مهدی رستمی ها
- 5 حمید احمدی درج
- 6 بهروز عظیمی
- 7 علی اصغر حسن زاده
- 8 مجتبی پارساپور
- 9 بلال اسماعیلی
- 10 فرهاد فخیم
- 11  حمزه کدخدائی
- 12 محمد حاجی زاده
- 14 مهدی جاوید
- 16 امیرحسین خانی
- 17 حسین سبزی
- 20 علیرضا صمیمی
- 21 بابک نصیری
- 77 سینا ممبینی

## کادر فنی کنونی
| سمت                | نام               |
| ------------------ | ----------------- |
| سرمربی             | علیرضا افضل       |
| دستیار             | احمد باغبانباشی   |
| دستیار             | ناصر رهنما        |
| آنالیزور           | کیانوش قشلاقی     |
| مربی بدنساز        | حسین وطن پور      |
| مربی دروازه بان ها | فرامرز وفایی      |
| سرپرست             | محمدحسین حیدرزاده |
| فیزیوتراپ          | محمد نهالی        |
| پزشک               | ناصر نادری        |
| تدارکات            | رضا کامران        |
| مدیر رسانه         | فرشید رئوفی       |